# Франк Фетър
Франк А̀лбърт Фѐтър (на английски: Frank Albert Fetter, /ˈfɛtər/) е американски икономист.
Роден е на 8 март 1863 година в Перу, щата Индиана, в квакерско семейство. Постъпва в Университета на Индиана през 1879 година, но прекъсва обучението си, за да поеме книжарницата от своя болен баща. Дипломира се в Университета на Индиана през 1891 година. През следващата година защитава магистратура в Университета „Корнел“, а през 1894 година – докторат в Хале-Витенбергския университет в Германия.
След завръщането си в Съединените щати преподава в Университета на Индиана, Станфордския университет (1898 – 1901), Университета „Корнел“ (1901 – 1911) и Принстънския университет, където през 1911 година оглавява новосъздадения Отдел за стопански и обществени институции.
Последовател на Австрийската школа, Фетър е активен критик на Алфред Маршал и изиграва важна роля за окончателното дискредитиране на джорджизма в икономическата наука. Умира в Принстън на 21 март 1949 година 